# Batalha da Roliça
A Batalha da Roliça foi travada no dia 17 de agosto de 1808, na proximidade da localidade da Roliça, durante a primeira invasão francesa de Portugal, no âmbito da Guerra Peninsular (1807–1814). 
Nesta Batalha enfrentaram-se as forças anglo-lusas comandadas pelo Tenente-General Sir Arthur Wellesley e as forças francesas comandadas pelo general de Divisão Henri-François Delaborde. Foi o primeiro confronto importante entre a força expedicionária britânica e os Franceses. Estes, embora obrigados a retirar, cumpriram a sua missão de retardar as forças de Wellesley.
Neste mesmo dia terminava o Cerco de Saragoça (1808), um fracasso dos Franceses frente à guarnição espanhola e à população da cidade que assumiram uma heróica defesa desde 15 de junho de 1808.

## Antecedentes
O Exército de Observação da Gironda, após atravessar Espanha, entrou em Portugal no dia 17 de novembro de 1807, acompanhado por três divisões espanholas. No dia 30 daquele mês, pelas 09h30, Junot entrava em Lisboa com cerca de 1 500 homens esgotados da violenta marcha que acabavam de fazer. O grosso do exército chegou nos dias seguintes em condições igualmente deploráveis. Não só não houve resistência à invasão como houve a preocupação das autoridades, seguindo as directivas reais, não hostilizarem o invasor.
As forças invasoras foram distribuídas pelos principais pontos estratégicos do país. Junot ficou em Lisboa e, em breve, a sua acção governativa iria pesar cada vez mais no quotidiano dos Portugueses. Acumulavam-se as dificuldades e acumulavam-se as afrontas cometidas pelo ocupante.
Dia após dia crescia o descontentamento e, quando eclodiu a revolta em Espanha (2 de maio de 1808), a posição de Junot tornou-se difícil de sustentar porque nas tropas espanholas que o tinham acompanhado surgiam indícios de simpatia pela revolta. As revoltas surgiram em Portugal em junho e julho de 1808 e conduziram à decisão de enviar um contingente britânico. Após terem sido coordenados os apoios necessários com a Junta Provisional do Governo Supremo do Reino, que se formara no Porto, uma força expedicionária britânica iniciou o seu desembarque em Lavos, imediatamente a Sul da Figueira da Foz, no dia 1 de agosto. O desembarque durou até ao dia 5 desse mês. O comando da força era, então, da responsabilidade do Tenente-general Sir Arthur Wellesley.
De Lavos, Wellesley dirigiu-se para Montemor-o-Velho, onde se reuniu com Bernardim Freire de Andrade, que comandava um corpo de forças portuguesas que vinha do Norte em direcção à península de Lisboa a fim de se juntar à força britânica. Foram trocadas informações e os Portugueses receberam armamento dos Britânicos, mas os dois oficiais não chegaram a um acordo sobre a estratégia a adoptar. Wellesley decidiu marchar para Lisboa por um itinerário perto da costa para conservar o contacto com a esquadra britânica. Bernardim Freire acompanhou-o com as suas forças até Leiria para depois seguir por Santarém. Das forças portuguesas seguiram com os Britânicos 2 592 homens que formaram o Destacamento Português sob o comando do Tenente-Coronel Nicholas Trant.
Informado do desembarque, Junot enviou o General Delaborde, no dia 6 de agosto, com uma força relativamente pequena, com a missão de observar e, se possível, impedir o avanço inimigo. Deviam juntar-se-lhe as forças do General Louis Henri Loison que se encontravam em Tomar. No dia 13 de agosto a força anglo-lusa saiu de Leiria e no dia seguinte entrou em Alcobaça. No dia 15 entrou nas Caldas da Rainha e foi na aldeia de Brilos, nos arredores, que se trocaram os primeiros tiros entre os destacamentos avançados de ambas as forças. No dia 16 o corpo expedicionário de Wellesley continuou o avanço para Sul e, depois de ter passado Óbidos, avistaram forças francesas posicionadas perto da povoação da Roliça.

## O campo de batalha

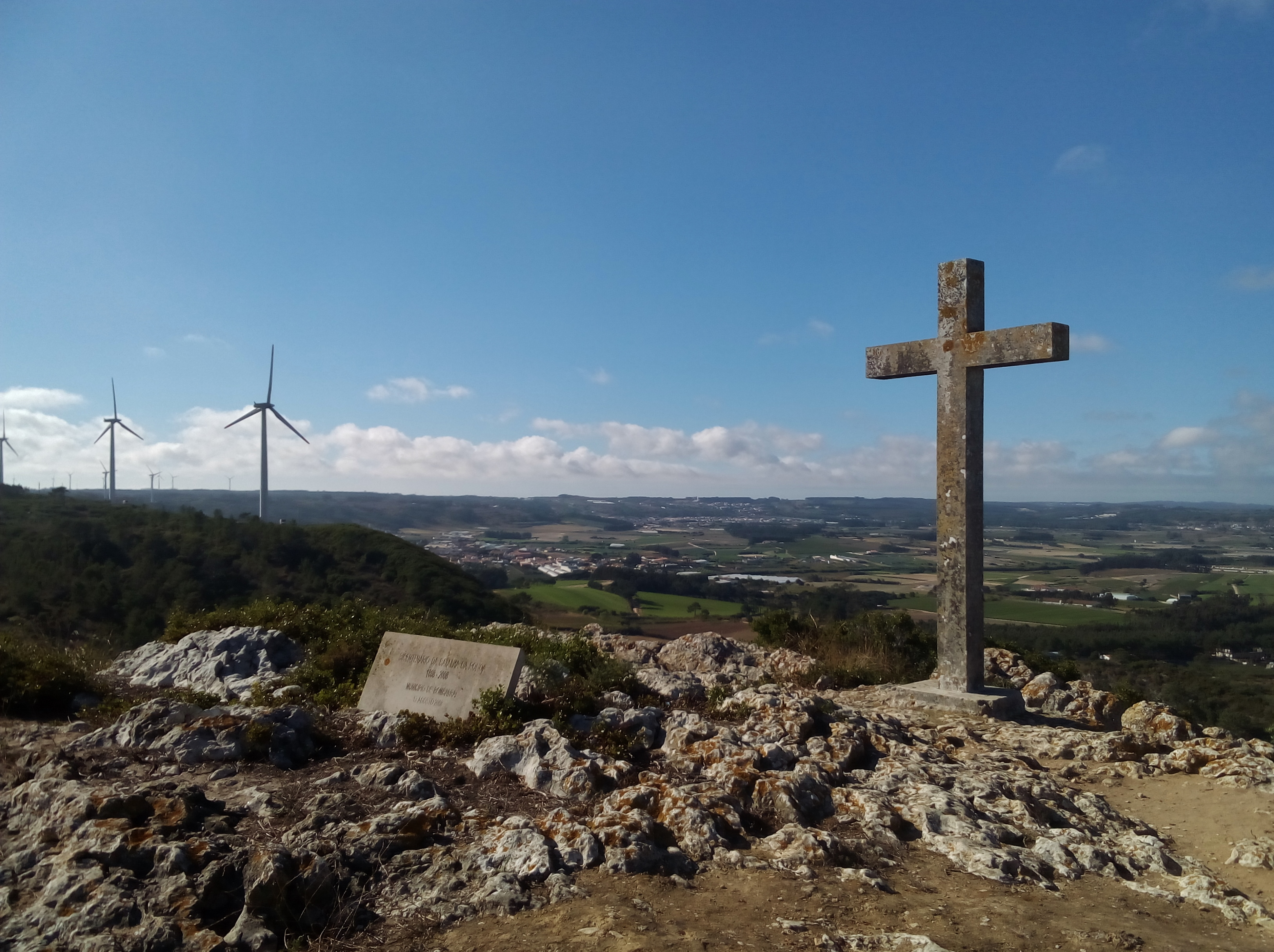
O campo de batalha da Roliça, fotografado em 2017.

O campo de batalha da Roliça situa-se na freguesia da Roliça, na parte Norte do concelho do Bombarral, entre Torres Vedras e Óbidos. A primeira posição do exército francês ocupou um pequeno planalto junto à aldeia da Roliça. Para Norte desta povoação estende-se uma planície por onde se deu a aproximação do exército anglo-luso. A Sul o terreno apresenta-se recortado pela elevação da Serra do Picoto e Planalto das Cesaredas, onde, num segundo posicionamento, os franceses tentaram fazer face à superioridade numérica do inimigo, tirando partido do acentuado declive e do difícil acesso que os passou a separar.

## As forças em presença

### Forças Britânicas e Portuguesas
As forças britânicas e portuguesas, sob comando do Tenente-general Sir Arthur Wellesley, somavam 15 870 homens. A infantaria britânica estava organizada em seis brigadas:
| Unidades   | Subunidades                  | Comando                           | Efectivos |
| ---------- | ---------------------------- | --------------------------------- | --------- |
| 1ª Brigada | 1/5th, 1/9th e 1/38th Foot   | Major-general Rowland Hill        | 2 780     |
| 2ª Brigada | 36th, 1/40th e 1/71 Foot     | Major-general R. Ferguson         | 2 420     |
| 3ª Brigada | 29th e 1/82nd Foot           | Brigadeiro-general M. Nightingall | 1 735     |
| 4ª Brigada | 1/6th e 1/32nd Foot          | Brigadeiro-general B. Bowes       | 1 820     |
| 5ª Brigada | 1/50th e 91st Foot           | Brigadeiro-general C. Craufurd    | 1 865     |
| 6ª Brigada | 1/45th, 5/60th e 2/95th Foot | Brigadeiro-general H. Fane        | 2 006     |

A cavalaria britânica formava um corpo sob o comando do Tenente-coronel C. D. Taylor e era formada por forças do 20º Regimento de Dragões Ligeiros (20th Light Dragons) com um efectivo de 180 homens.
A artilharia britânica (Royal Artillery), sob comando do Tenente-coronel W. Robe, dispunha de 16 bocas de fogo. Destas, foram atribuídas a cada brigada 2 peças de 6 libras e, às 1ª, 2ª e 6ª brigadas, foi atribuído um obus a cada uma. Uma boca de fogo ficou sob controlo do comando das forças. Os efectivos portugueses reforçaram a artilharia britânica.
As forças portuguesas – infantaria e cavalaria – estavam agrupadas num único corpo, o destacamento português, sob comando do Tenente-coronel N. Trant. Estas forças eram constituídas por efectivos das seguintes unidades:

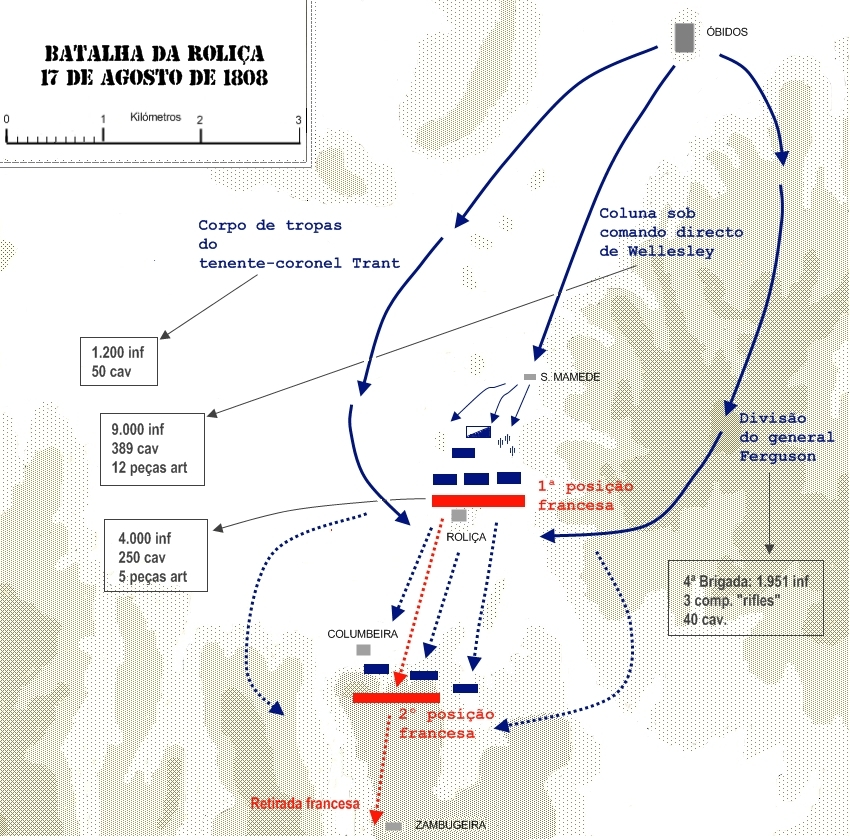
Representação das posições e movimentos das forças no Combate da Roliça.

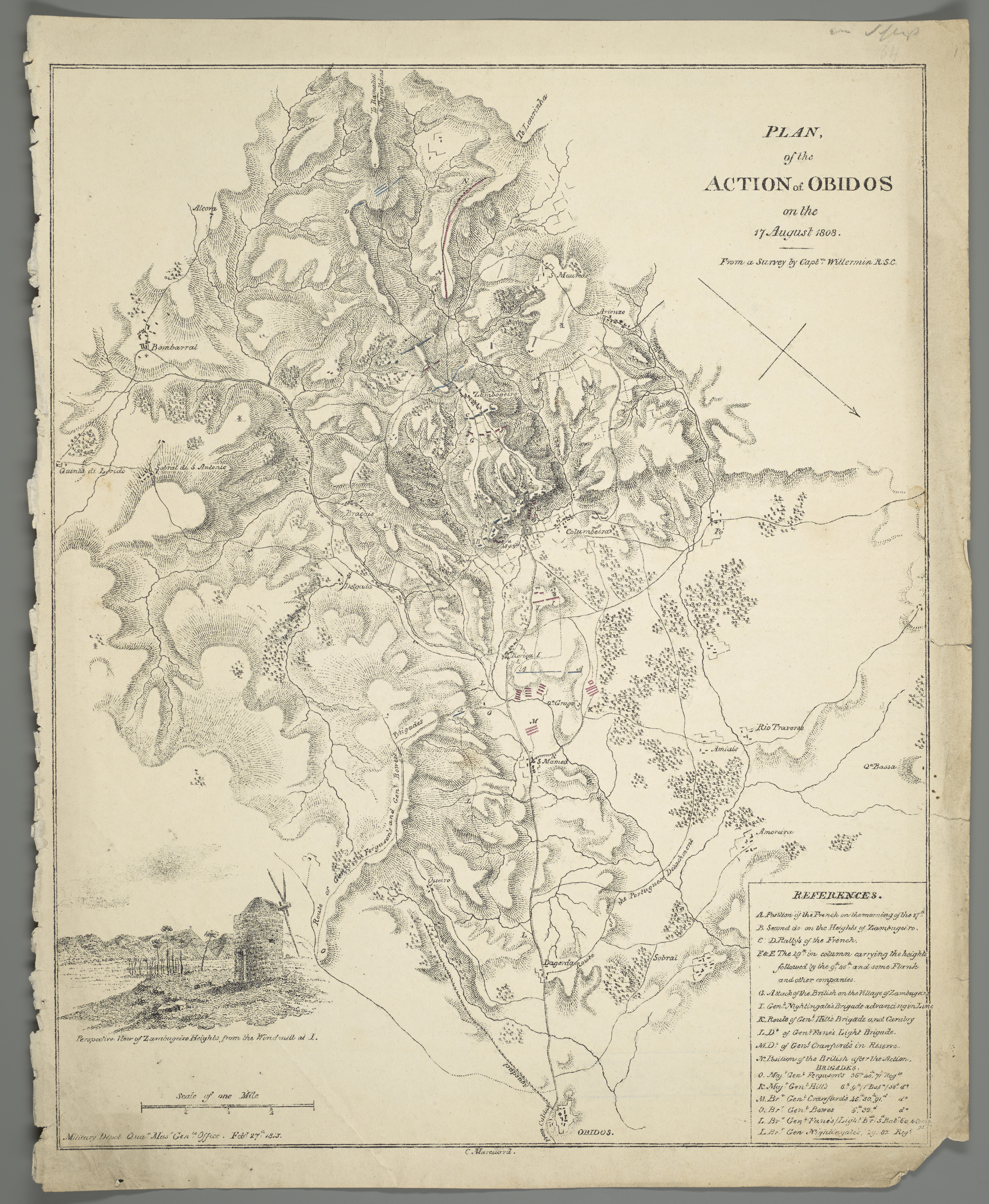
Plan of the Action of Obidos.

| Unidade                        | Efectivos |
| ------------------------------ | --------- |
| Regimento de Cavalaria 6       | 104       |
| Regimento de Cavalaria 11      | 50        |
| Regimento de Cavalaria 12      | 104       |
| Cavalaria da Polícia de Lisboa | 41        |
| Regimento de Infantaria 12     | 605       |
| Regimento de Infantaria 21     | 605       |
| Regimento de Infantaria 24     | 304       |
| Caçadores do Porto             | 569       |

### Forças francesas
As forças francesas, comandadas pelo General de Divisão Delaborde, tinham a seguinte constituição:
Infantaria: comandada pelo General de Brigada Brenier, tinha um efectivo total de 4 mil homens distribuídos da seguinte forma:
| Unidade                                         | Efectivos |
| ----------------------------------------------- | --------- |
| 3/2º Regimento de Infantaria Ligeira            | 950       |
| 3/4º Regimento de Infantaria Ligeira            | 950       |
| 1/70º Regimento de Infantaria de Linha          | 1 850     |
| 2/70º Regimento de Infantaria de Linha          | 1 850     |
| 4º Regimento de Infantaria Suíça (2 companhias) | 250       |

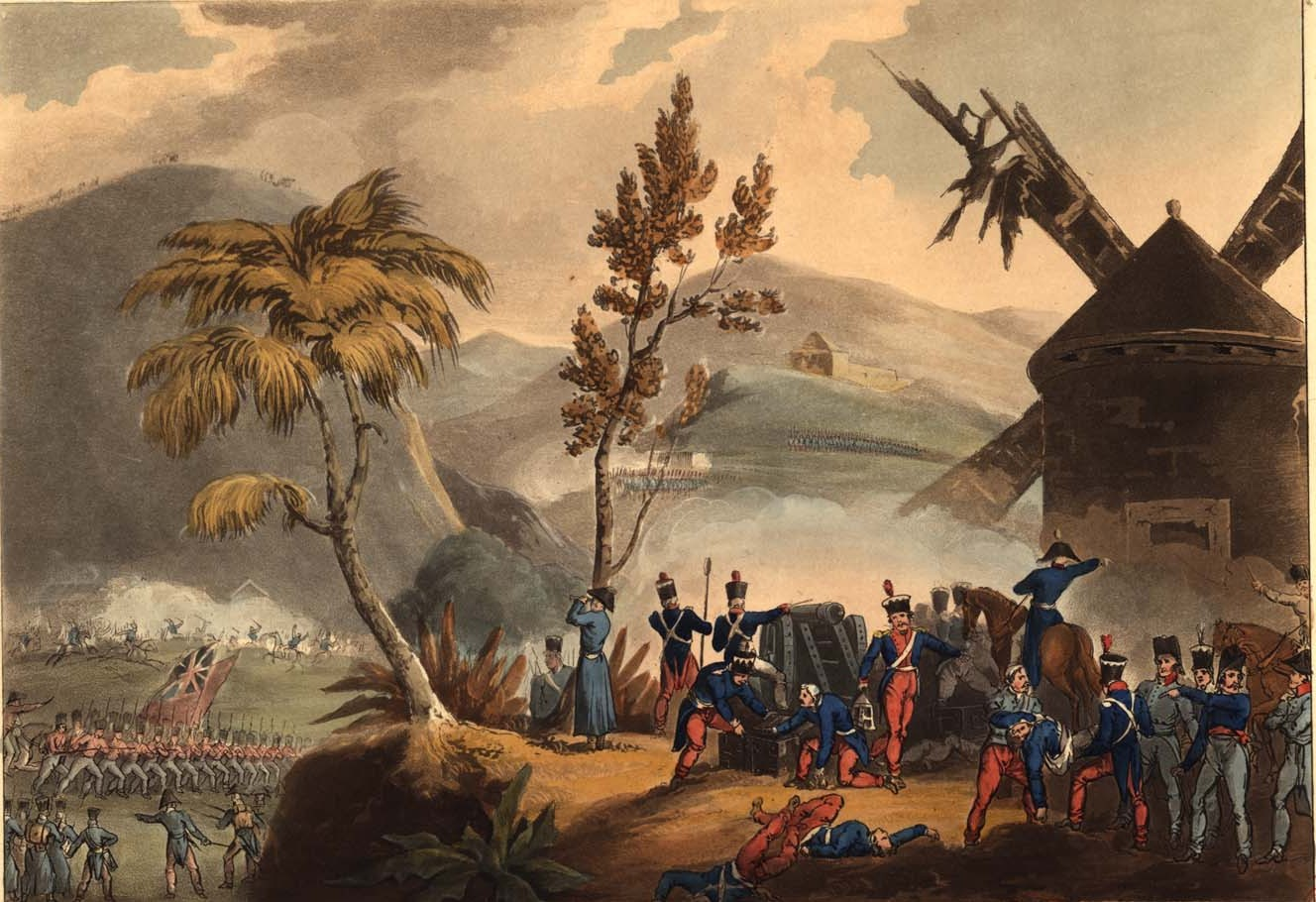
Representação do Combate da Roliça. HEATH, William, 1795-1840. Imagem cedida pela Biblioteca Nacional de Portugal.

Cavalaria: uma força do 26.º Regimento de Caçadores a Cavalo (Chasseurs à Cheval) com um efectivo de 250 homens;
Artilharia: Uma bateria com cinco bocas de fogo, o que correspondia a um efectivo de 100 homens.

## A batalha
Wellesley dividiu a sua força em três colunas. A coluna da direita era comandada pelo tenente-coronel Trant e era constituída por cerca de 1 200 homens da infantaria portuguesa e 50 cavaleiros; tinha como missão tornear a esquerda do dispositivo francês. A coluna da esquerda, sob comando do tenente-general Roland Ferguson, era constituída pela 4ª Brigada (Bowes) reforçada com três companhias (Rifles) da 6ª brigada e um corpo de cavalaria composto por 20 cavaleiros britânicos e 20 portugueses; tinha a missão de tornear a direita do dispositivo francês e vigiar a aproximação de Loison. A coluna do centro, sob comando directo de Wellesley, era constituída pelas restantes forças, cerca de 9 mil homens de infantaria e 12 bocas de fogo de artilharia.
As tropas de Delaborde posicionaram-se nos terrenos mais elevados da região da Roliça por forma a cobrir a máxima largura possível, determinando que o dispositivo não pudesse ser muito forte em profundidade, mas estavam preparadas para retirar rapidamente, com ordem, quando os flancos começassem a ser envolvidos.
O ataque foi lançado cedo, no dia 17 de agosto. As forças de Wellesley avançaram com as alas mais adiantadas que a coluna do centro. Delaborde, com poucas forças, manteve o seu dispositivo até os aliados se encontrarem a curta distância e quase conseguirem envolver os Franceses. Vendo que não conseguia manter a posição, mandou retirar as suas tropas para o terreno mais elevado perto do lugar da Columbeira, mais difícil de tornear. A retirada deu-se em boa ordem, registando-se algumas escaramuças na fase inicial da manobra.
Wellesley manteve o dispositivo inicial – as forças do tenente–coronel Trant à direita, as do tenente-general Ferguson à esquerda e as restantes na coluna central: a 1ª Brigada (Hill) à direita, a 3ª Brigada (Nightingall) ao centro, a 6ª Brigada (Fane) à esquerda, e a 5ª Brigada (Craufurd) juntamente com os Caçadores do Porto formava a reserva. Atrás seguia a cavalaria - metade portuguesa, metade britânica – e a artilharia.

Quando as forças britânicas começaram a subir em direcção às posições francesas tiveram de o fazer através das ravinas que estavam bem defendidas. Os homens do 29th Foot (3ª Brigada) avançaram e, sem se aperceberem, estavam quase a ultrapassar o 70.º Regimento de Linha dos franceses. Estes atacaram a retaguarda do 29th Foot, apanhando-o de surpresa. Entre as baixas que então se verificaram estava o comandante do 29th, tenente-coronel Lake, e foram feitos muitos prisioneiros.
O 1/9th Foot juntou-se às restantes forças do 29th e atacaram, obrigando os Franceses a recuar, para logo de seguida lançarem um contra-ataque com quatro batalhões. Os 1/5th e 2/95th vieram em apoio e sustentaram uma luta renhida até as forças de Ferguson finalmente apareceram sobre o flanco direito (Este) dos Franceses. Com a possibilidade de ver as suas forças envolvidas, Delaborde ordenou a retirada. O 26º Chasseurs à Cheval lançou algumas cargas para neutralizar a perseguição dos Aliados. A cavalaria portuguesa retirou perante uma dessas cargas, mas a infantaria britânica conseguiu contê-las por fim.
A retirada francesa processou-se inicialmente com calma mas, quando atingiram uma passagem estreita que os obrigou a avançar mais lentamente, houve alguma confusão que fez com que abandonassem três das suas bocas de fogo de artilharia e alguns dos prisioneiros conseguissem escapar. Delaborde só se reuniu às forças de Loison, no dia 19, em Torres Vedras. A sua missão, no entanto, foi cumprida pois ganhou um tempo precioso para Junot.

Os Franceses perderam neste encontro cerca de 600 homens. Os aliados tiveram 479 baixas: 70 mortos, 335 feridos e 74 desaparecidos. O 29th Foot foi a unidade que mais sofreu, com 190 baixas incluindo prisioneiros. O corpo de tropas portuguesas não comunicou baixas mas, quatro dias mais tarde, registaram a falta de 7 homens.

## O significado desta batalha
Sendo o primeiro combate terrestre entre britânicos e franceses da Guerra Peninsular, este combate foi também o primeiro da carreira europeia de Wellesley; o sucesso obtido aqui e no Vimeiro foi determinante para que, após o escândalo suscitado em Londres pela Convenção de Sintra, lhe viesse a ser entregue o comando do exército britânico na Península em 1809. Em 1814 foi com esse mesmo exército, entretanto reforçado com tropas portuguesas e espanholas, que invadiu o sudoeste de França, concorrendo indiretamente para a primeira abdicação de Napoleão; e foi esse sucesso continuado que o levou ao comando das forças aliadas na famosa batalha de Waterloo. Wellesley escreveu mais tarde que, no início da batalha, estava receoso do confronto direto com os franceses, sendo a primeira vez que ia enfrentar o temível adversário que ocupava toda a Europa (isto apesar da sua superioridade numérica); e reconheceu a importância deste dia para o futuro da sua carreira.
A Roliça significou, não só para Wellesley mas todos os soldados e políticos britânicos, a confirmação de que, apesar da fama de Napoleão e da reputação dos seus exércitos, era possível bater os franceses em terra.